# Emil Uzelac
Emil Uzelac (prononcé Ouzelatz), né le 26 août 1867 à Komárom et mort le 7 janvier 1954 à Zagreb, était un Generalmajor austro-hongrois qui fut commandant de l'armée de l'air impériale et royale (K.u.k. Luftfahrtruppen), puis des forces aériennes yougoslaves de 1920 à 1923 et enfin des forces aériennes de Croatie en 1941.